# Bachir Bensaddek
 (janvier 2024).
Si vous disposez d'ouvrages ou d'articles de référence ou si vous connaissez des sites web de qualité traitant du thème abordé ici, merci de compléter l'article en donnant les références utiles à sa vérifiabilité et en les liant à la section « Notes et références ».
Bachir Bensaddek est un réalisateur de télévision canadien d'origine berbère algérienne, surtout connu pour sa co-réalisation de la série télévisée Cirque du Soleil : Fire Within, lauréate d'un Emmy Award en 2002.

## Biographie
Né en Algérie en 1972, Bensaddek arrive pour la première fois à Montréal en 1992 en tant qu'étudiant, avant de s'installer définitivement au Québec.
En 2004, Bensaddek écrit et monte une première pièce de théâtre intitulée Montréal la blanche, un drame portant le thème des immigrants algériens au Québec.
En mai 2011, il sort son film documentaire Rap arabe, une production ORBI-XXI, couvrant la scène rap dans trois pays (Maroc, Liban, Syrie) avec plusieurs rappeurs dont Malikah, Ashekman, Lil Zac et Don Bigg. Le documentaire est présenté une première fois au 27e Festival international de cinéma Vues d'Afrique, avant d'être rediffusé sur RDI, TV5  et la chaîne documentaire d'Al Jazeera.
Le réalisateur finit par adapter sa pièce de théâtre au grand écran dans le film éponyme Montréal la blanche sorti en 2016.

## Filmographie
- 2001 : L'eau à la bouche (TV)
- 2001 : Cirque du Soleil : Fire Within (série télévisée)
- 2005 : Le Dernier cycle (web, court métrage)
- 2005 : La fille qui dort (film)
- 2006 : Enfants de la balle (TV)
- 2007 : Portrait de dame par un groupe (Documentaire)
- 2008 : Seules (TV)
- 2009 : Pachamama (série télévisée)
- 2011 : Rap arabe
- 2016 : Montréal, Ville Blanche (Montréal la blanche) (film)[4].
- 2024 : La Femme cachée (film)[5].

## Prix
- En 2003, la série qu'il a co-réalisée, Cirque du Soleil : Fire Within, remporte un Emmy Award.
- En 2007, son film Portrait de dame par un groupe remporte le « Prix AQCC » (Association québécoise des critiques de cinéma) pour le « Meilleur court métrage documentaire 2007 ».
- En 2011, son film Rap arabe remporte le « Prix ACIC/ONF » ( Office National du Film du Canada ) de la « Meilleure production indépendante » dans la section Regards d'ici[6].